# قضاعة الأنهار الجنوبية
قضاعة الأنهار الجنوببة (الاسم العلمي: Lontra provocax)، نوع من القضاعة وفصيلة ابن عرس. موطنه في الأرجنتين وتشيلي. على الرغم من أنه يُسمى "قضاعة النهر"، إلا أنه يعيش في بيئات بحرية وبيئات المياه العذبة. في بعض الأحيان يُعتبر نويع من Luntra canadensis. تُصنف قضاعة النهر الجنوبية على أنها مهددة بالانقراض بسبب الصيد غير المشروع وتلوث المياه وفقدان الموائل.